# Phenacomys intermedius
Phenacomys intermedius és una espècie de mamífer rosegador de la família dels cricètids. Viu a l'oest del Canadà i els Estats Units. A l'hivern s'alimenta de l'escorça i els brots dels matolls, mentre que a l'estiu s'alimenta principalment de les parts verdes de les plantes, les baies i les llavors. Els seus hàbitats naturals són els boscos, els matollars, els prats i la tundra. És una espècie en risc mínim, és a dir, no sembla que hi hagi cap amenaça significativa per a la seva supervivència. El seu nom específic, intermedius, significa ‘intermedi’ en llatí.